# 大湊空襲
大湊空襲（おおみなとくうしゅう）とは、太平洋戦争中に青森県大湊町（現むつ市）が受けた空襲のこと。戦中、大湊警備府の置かれた大湊は数度にわたる空襲を受けたが、特に1945年（昭和20年）8月9日～8月10日にかけての空襲で大日本帝国海軍の艦艇がかなりの損害を受けた。

## 1945年7月14日の空襲
下北駅で停車中の上り列車に銃撃。機関士1名が殉職。

## 1945年7月15日の空襲の概要
国鉄大畑線運転中の列車に銃撃。添乗指導中の大湊機関区助役が殉職。

## 1945年8月9日から10日の空襲

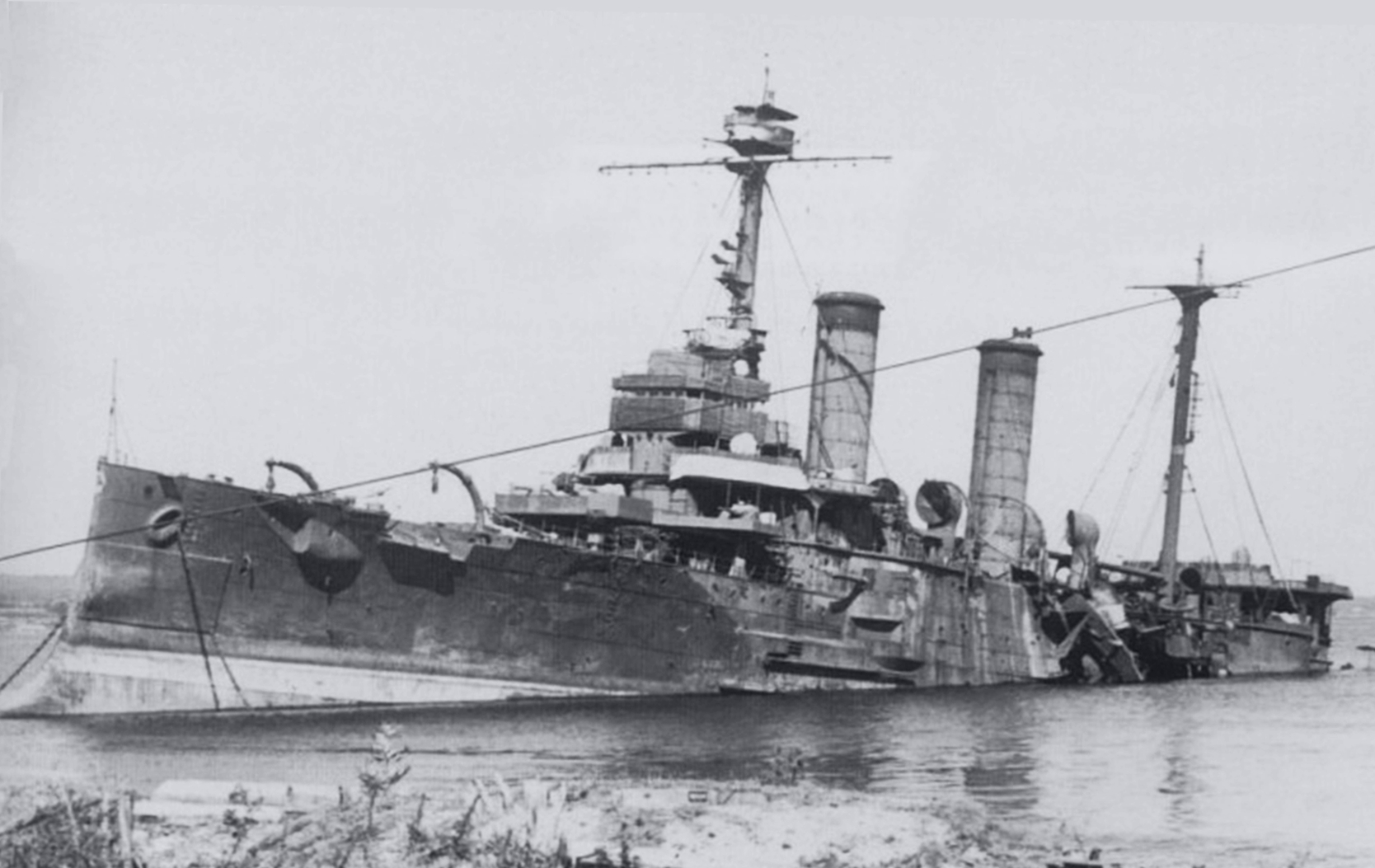
大破擱座した敷設艦「常磐」

大湊湾には日本海軍の大湊警備府があり、終戦直前のこの時期にも「常磐」を旗艦とする機雷敷設艦部隊の「高栄丸」「千歳丸」や海軍特設運送艦「浮島丸」が停泊していた。また芦崎湾にも、損傷中の駆逐艦「柳」などが停泊しており、総数20隻にもなっていた。
8月9日から10日にかけて、アメリカ海軍第3艦隊の第38任務部隊などの空母搭載機が北日本一帯を空襲した。9日早朝6時に大湊町にも空襲警報発令。数時間後には2回目の空襲警報が発令され、大湊湾にアメリカ軍の空母艦載機が襲来した。碇泊中の艦艇や陸上砲台から応戦したが、「常磐」「柳」が大破した。「常磐」は浸水が激しく芦崎湾に擱座して、辛うじて沈没を免れた。死者129名（「常磐」の乗組員が109名、「柳」の乗組員が20名）、負傷者は300名以上だった。
「常磐」以下の敷設部隊は北海道方面にて敷設する予定の機雷多数を搭載していたが、誘爆した場合には大湊の町に甚大な被害を及ぼすと判断し、空襲警報発令後に全ての機雷を海中へ投棄した。そのため、誘爆による市街地への被害は避けられた。
なお、日本海軍最後の海戦と呼ばれることもあるが、8月11日に呉軍港空襲で駆逐艦「樺」や潜水艦伊402ほかが損傷するなど、この後も日本海軍艦艇が関係した戦闘は発生している。